# Ptochostola
Ptochostola is een geslacht van vlinders van de familie grasmotten (Crambidae).

## Soorten
- P. asaphes Turner, 1937
- P. metascotiella Hampson, 1919
- P. microphaeellus (Walker, 1866)